# Parasiccia altaica
Parasiccia altaica là một loài bướm đêm thuộc phân họ Arctiinae, họ Erebidae.